# HD 195402
HD 195402，又名CP-70 2792，SAO 254820、HR 7838，是一颗恒星，视星等为6.11，位于銀經325.19，銀緯-34.32，其B1900.0坐标为赤經20h 25m 56.6s，赤緯-69° -34.32′ 1″。